# Marcos Adolfo Vázquez
Marcos Adolfo Vázquez (La Banda, Provincia de Santiago del Estero, Argentina; 2 de enero de 1980) es un piloto argentino de automovilismo. Iniciado en el ámbito zonal de su provincia, desarrolló su carrera en el automovilismo de velocidad a nivel nacional, compitiendo mayoritariamente en las divisionales de la categoría Top Race, donde además de obtener el subcampeonato del Torneo Clausura 2010 del Top Race Junior, fue uno de los fundadores de la escudería SDE Competición. 
Supo ser también ideólogo y director de la divisional Top Race NOA, creada a expensas de la Top Race Junior e ideada para formar nuevos representantes a nivel zonal con proyección a nivel nacional. Tras sus participaciones en esta categoría, resolvió dejar de competir en su país, pasando a competir en campeonatos europeos de automovilismo de resistencia, obteniendo tres títulos de campeón en diferentes clases del Campeonato de Nürburgring de Resistencia de la VLN, entre 2017 y 2019.

## Biografía
Inició su carrera en el automovilismo zonal de su provincia, siendo promovido a nivel nacional a la categoría Top Race Junior (hoy TR Series), donde debutó en el año 2009. A lo largo de su incursión en esta categoría, si bien primeramente había debutado al comando de un Chevrolet Vectra II, se destacó por ser defensor de la marca Ford, corriendo al mando de un Ford Mondeo II.
En el año 2010, más precisamente en el segundo semestre, Vázquez adquirió protagonismo suficiente en la categoría como para proclamarse subcampeón del Torneo Clausura 2010 de Top Race, luego de haberse dado por terminada la temporada, tras el cambio de fiscalizador por parte de la categoría. En esta temporada, alcanzó su primer podio al arribar segundo en la competencia disputada en la Ciudad de La Rioja.
En 2011, quedó confirmada su participación en el Top Race Series al comando de un Ford Mondeo II, atendido por la escudería SDE Pfening y siendo este su tercer año completo dentro de esta categoría. En esta oportunidad, Vázquez agranda la estructura al incorporar a los pilotos Joel Gassmann, Yamil Apud y Facundo Della Motta. Sin embargo, Della Motta terminaría abandonando la escudería a mitad de temporada y su butaca fue ocupada por el carismático Marcos Di Palma. En este año 2011, Vázquez conseguiría su primer triunfo en la categoría, en la carrera corrida en la Ciudad de La Rioja, el 10 de julio de ese año, curiosamente, en el mismo autódromo donde consiguiera su primer podio en 2010. Asimismo, el equipo conseguiría una doble satisfacción con las clasificaciones de Vázquez y Apud a la etapa final del torneo.
Para el año 2012, Vázquez consiguió debutar en la categoría Top Race V6, adquiriendo una unidad Mitsubishi Lancer GT, a la cual identificó con el número 18. A su vez, tomó las riendas de la escudería SDE Competición, manteniendo su estructura dentro de la redenominada categoría Top Race Junior, confiándole dos unidades Ford Mondeo II a los pilotos Facundo Della Motta y Fabricio Persia. A mediados de torneo, el equipo suma una unidad más ante el arribo del piloto Pablo Pires a la escudería y sobre finales del mismo, se suma el piloto Ariel Persia, hermano de Fabricio. En esta categoría, la escudería de Marcos Vázquez finalmente conquistaría el campeonato de la mano del sanjuanino Della Motta, quien a su vez se llevaría su primer título a nivel nacional.
A la par de su actividad automovilística deportiva, Vázquez fue convocado por la dirigencia de Top Race, para encarar un nuevo proyecto, que contempla la creación de una categoría zonal del Top Race en el noroeste argentino y que llevó por nombre Top Race NOA, categoría pensada con la finalidad de acaparar valores en el interior del país y cuyo debut se estipula para el año 2013.
Finalmente y atendiendo a la necesidad de involucrarse de lleno en su carrera dirigencial, Vázquez resolvió retirarse de la práctica profesional del automovilismo, el 13 de julio de 2014, luego de disputar su última carrera de Top Race V6, en el Autódromo de Termas de Río Hondo.
Sin embargo, a pesar de haberse retirado del plano nacional, finalmente decidió retomar la actividad dentro del automovilismo alemán, al incorporarse al Campeonato de Nürburgring de Resistencia de la VLN, donde entre otras competencias, participó de la competencia de las 24 horas de Nürburgring, formando parte de un contingente de pilotos argentinos que participan en dichas competencias. En esta categoría compitió hasta el año 2019, en la cual integró el plantel de pilotos del equipo Zimmermann-Mathol Racing de la case VLN V6, en el cual ingresó suplantando a su compatriota Roberto Falcón en las dos últimas competencias y conquistando el título de esta división, junto a los alemanes Wolfgang Weber y Alexander Fielenbach. Previamente, había logrado el bicampeonato de la Clase Cup 3 de la VLN, al comando de un Porsche Cayman GT4 en los años 2017 y 2019.

## Trayectoria

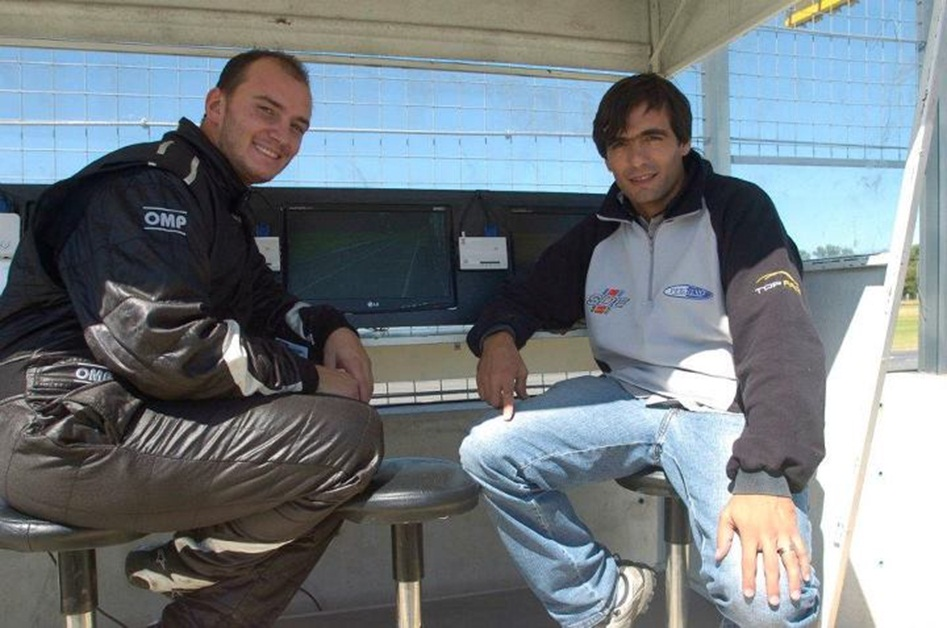
Marcos Vázquez junto a su compañero de equipo, Facundo Della Motta.

| Año  | Categoría                                           | Marca                     |
| ---- | --------------------------------------------------- | ------------------------- |
| 2008 | Copa Mégane                                         | Renault Mégane            |
| 2009 | TC 4000 Standard Santafesino                        | Ford Falcon               |
| 2009 | Top Race Junior                                     | Chevrolet Vectra II       |
| 2009 | Top Race Junior                                     | Ford Mondeo II            |
| 2010 | TC 4000 Standard Santafesino                        | Ford Falcon               |
| 2010 | Top Race Junior, Copa América 2010                  | Ford Mondeo II            |
| 2010 | Subcampeón, Torneo Clausura 2010 de Top Race Series | Ford Mondeo II            |
| 2011 | Top Race Series                                     | Ford Mondeo II            |
| 2012 | Debut en Top Race V6                                | Mitsubishi Lancer GT      |
| 2012 | TC 4000 Standard Santafesino                        | Chevrolet Chevy           |
| 2013 | Top Race V6                                         | Mitsubishi Lancer GT      |
| 2013 | TC 4000 Standard Santafesino                        | Chevrolet Chevy           |
| 2014 | Top Race V6                                         | Mitsubishi Lancer GT      |
| 2015 | ADAC Zürich VLN Series clase V4                     | BMW E90 325i              |
| 2015 | ADAC Zürich 24 Horas de Nürburgring clase V4        | BMW E90 325i              |
| 2015 | TC2000, 1 carrera                                   | Peugeot 408               |
| 2016 | ADAC Zürich VLN Series Clase V6                     | Porsche 911               |
| 2016 | ADAC Zürich 24 Horas de Nürburgring clase V6        | Porsche 911               |
| 2017 | ADAC Zürich VLN Series Cup 3, Campeón               | Porsche Cayman GT4 CS     |
| 2017 | ADAC Zürich 24 Horas de Nürburgring Cup 3           | Porsche Cayman GT4 CS     |
| 2018 | ADAC Zürich VLN Series Cup 3                        | Porsche Cayman GT4 CS     |
| 2018 | ADAC Zürich 24 Horas de Nürburgring Cup 3           | Porsche Cayman GT4 CS     |
| 2019 | ADAC Zürich VLN Series Cup 3, Campeón               | Porsche 718 Cayman GT4 CS |
| 2019 | ADAC Zürich 24 Horas de Nürburgring Cup 3, Campeón  | Porsche 718 Cayman GT4 CS |
| 2019 | ADAC Zürich VLN Series Clase V6, Campeón            | Porsche Cayman S          |

## Resultados

### Top Race
| Temporada            | Categoría       | Vehículo             | Equipo                  | Posición final    |
| -------------------- | --------------- | -------------------- | ----------------------- | ----------------- |
| 2009                 | Top Race Junior | Chevrolet Vectra II  | LV Racing               | 6º (90 puntos)    |
| 2009                 | Top Race Junior | Ford Mondeo II       | JE Motorsport           | 6º (90 puntos)    |
| Copa América 2010    | Top Race Junior | Ford Mondeo II       | SDE Pfening Competición | 5º (52 puntos)    |
| Torneo Clausura 2010 | Top Race Series | Ford Mondeo II       | SDE Pfening Competición | 2º (74 puntos)    |
| 2011                 | Top Race Series | Ford Mondeo II       | SDE Pfening Competición | 8º (44 puntos)    |
| 2012                 | Top Race V6     | Mitsubishi Lancer GT | SDE Competición         | 14 (27 puntos)    |
| 2013                 | Top Race V6     | Mitsubishi Lancer GT | SDE Competición         | 15 (3 puntos)     |
| 2014                 | Top Race V6     | Mitsubishi Lancer GT | SDE Competición         | 19 (59.00 puntos) |

### TC 2000
| Año  | Equipo       | Auto          | 1  | 2  | 3   | 4   | 5  | 6  | 7   | 8   | 9   | 10   | 11   | 12  | 13  | 14  | 15    | 16    | 17 | 18 | 19 | 20 | 21  | 22  | Res. | Puntos |
| ---- | ------------ | ------------- | -- | -- | --- | --- | -- | -- | --- | --- | --- | ---- | ---- | --- | --- | --- | ----- | ----- | -- | -- | -- | -- | --- | --- | ---- | ------ |
| 2015 |              |               | AG | AG | CON | CON | BA | BA | MER | JUN | JUN | LP I | LP I | NDJ | RAF | RAF | LP II | LP II | SL | SL | RC | RC | CDU | CDU | -    | -      |
| 2015 | Escudería FE | Peugeot 408 I |    |    |     |     |    |    |     |     |     |      |      |     |     |     |       |       |    |    |    |    | NL  | Ret | -    | -      |

## Palmarés
| Título     | Categoría             | Modelo             | Año  |
| ---------- | --------------------- | ------------------ | ---- |
| Subcampeón | Top Race Junior       | Ford Mondeo II     | 2010 |
| Campeón    | Clase Cup 3 de la VLN | Porsche Cayman GT4 | 2017 |
| Campeón    | Clase Cup 3 de la VLN | Porsche Cayman GT4 | 2019 |
| Campeón    | Clase V6 de la VLN    | Porsche Cayman GT4 | 2019 |